# Łukasz Rybarski
Łukasz Rybarski (ur. 31 sierpnia 1964 we Wrocławiu) – polski aktor, reżyser, scenarzysta, artysta kabaretowy. Licencja lotnicza PPL, instruktor jazdy konnej, producent filmowy.

## Życiorys
W 1987 ukończył studia na Wydziale Aktorskim PWST w Krakowie. Współzałożyciel Kabaretu pod Wyrwigroszem. Mąż aktorki Beaty Rybarskiej. Mają dwie córki – Zuzannę i Julię.
Od 1987 aktor Teatru im. Juliusza Słowackiego w Krakowie. Obecnie występuje w Teatrze STU.
Od lipca 2022 wraz ze swoją żoną Beatą, współprowadzi wybrane wydania porannego magazynu rozrywkowo-informacyjnego Poranny rogal, który jest premierowo emitowany od poniedziałku do piątku na antenie kanału Zoom TV.

## Filmografia
Aktor
- 1988: Akwen Eldorado jako Wojciech Sobczyk, brat Jerzego
- 1988: Męskie sprawy jako Eda
- 1994: Śmierć jak kromka chleba
- 2000-2001: Klinika pod Wyrwigroszem jako Emilian Wyrwigrosz, dyrektor kliniki
- 2005-2006: Szanse finanse jako Wojtek Wierczyński, szwagier Łukasza

Reżyser
- 2000-2001: Klinika pod Wyrwigroszem
- 2005-2006: Szanse finanse
- 2008 Hotel Polonia
- 2006 serial dla TVP2 Chłop w Europie
- 2008 Bezradnik Przeciętnego Polaka
- 2000–2013 Wszystkie programy Kabaretu pod Wyrwigroszem

Scenarzysta
- 2000-2001: Klinika pod Wyrwigroszem
- 2005-2006: Szanse finanse

## Role teatralne
W Teatrze PWST w Krakowie:
- 1987: Ferdydurke jako Mydlakowski

W Teatrze im. Juliusza Słowackiego w Krakowie:
- 1988: Szkoda, że jest nierządnicą jako Postać karnawału
- 1989: Bal manekinów jako Manekin rozmiar 46
- 1990: Burza jako Żeniec
- 1990: Apokryf wigilijny jako Kuba
- 1991: Obóz wszystkich świętych jako Wenzel
- 1992: Wesele Figara jako Figaro
- 1992: Sceny z egzekucji jako Marynarz
- 1993: Pożegnanie jesieni jako dr Chedzior
- 1993: Juliusz Cezar jako Oktawiusz Cezar
- 1994: Wiśniowy sad jako gość
- 1994: Wesele (aut. Elias Canetti) jako Leszcz
- 1996: Rodzina jako Kolasiński
- 1997: Obywatel Pekoś jako Milicjant I

W Teatrze STU w Krakowie:
- 2000: Hamlet jako Rosenkrantz
- 2003: Śleboda, czyli powaby życia
- 2004: Sztuka kochania. Sceny dla dorosłych
- 2004: Zemsta jako Papkin